# Pitsea
Pitsea is een plaats in het bestuurlijke gebied Basildon, in het Engelse graafschap Essex. De plaats telt 25.000 inwoners.